# Zhu Menghui
Zhu Menghui (23 marzo 1999) è una nuotatrice cinese.

## Palmarès
- Mondiali:

Budapest 2017: bronzo nella 4x100m misti mista.
Fukuoka 2023: bronzo nella 4x100m sl.
- Mondiali in vasca corta:

Hangzhou 2018: argento nella 4x100m misti e bronzo nella 4x100m sl.
Abu Dhabi 2021: bronzo nella 4x200m sl.
- Giochi asiatici

Giacarta 2018: oro nella 4x100m misti mista, argento nei 100m sl e nella 4x100m sl
- Campionati asiatici

Tokyo 2016: oro nei 100m sl e nella 4x100m sl, argento nei 50m sl e nella 4x100m misti.